# Eas a’ Chual Aluinn
Der Eas a’ Chual Aluinn (auch Eas Coul Aulin, ursprünglich Eas a’ Chùil Àlainn auf Gälisch, was etwa „Wasserfall der schönen Locken“ bedeutet) in den schottischen Highlands ist mit gut 200 Metern Fallhöhe der höchste Wasserfall im Vereinigten Königreich. Er liegt in der Region Assynt in den Northwest Highlands, etwa 10 Kilometer südöstlich der kleinen Ortschaft Kylesku. Zufluss sind mehrere kleine Bäche aus dem Moorland nordöstlich des 761 Meter hohen Glas Bheinn, am Fuß des Falls mündet sein Abfluss direkt in den durch das fjordartige Tal fließenden Amhainn an Loch Bhig, der etwa zwei Kilometer nordwestlich in Loch Glencoul, ein Sea Loch an der Nordwestküste, fließt.

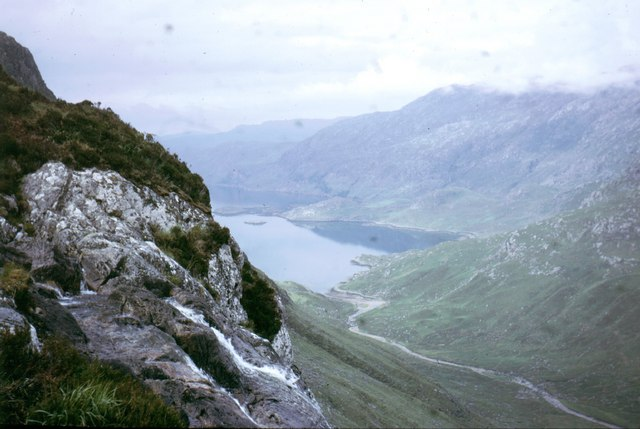
Blick von oberhalb des Eas a’ Chual Aluinn nach Nordwesten auf Loch Glencoul

Zugänglich ist der Fall nur über längere Wanderungen, der kürzeste Weg führt über etwa fünf Kilometer von einem kleinen Parkplatz an der A894 zwischen Loch Assynt und Kylesku nach Südosten zu einem Punkt oberhalb des Falls. Von Kylesku aus werden Bootsfahrten auf Loch Glencoul angeboten, auf denen ein Blick aus etwa zwei Kilometern Entfernung auf den Eas a’ Chual Aluinn möglich ist.